# Sous-naine brune

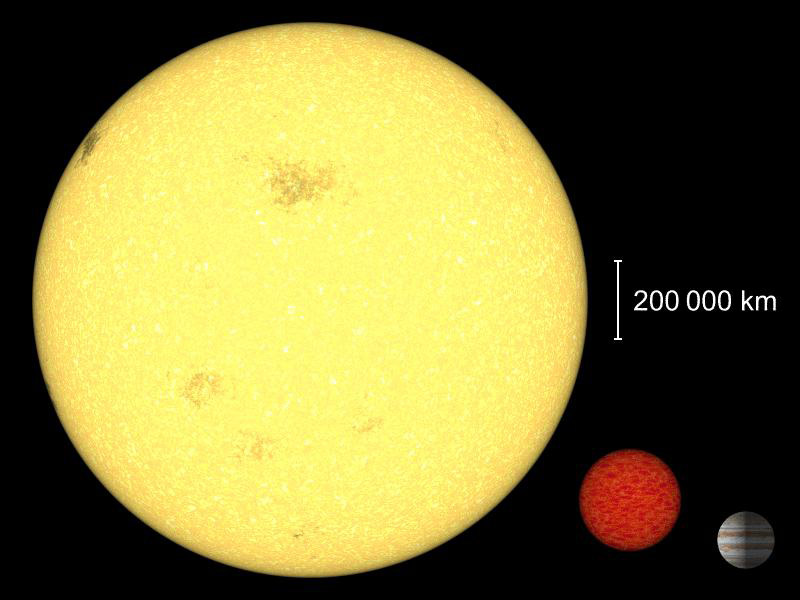
Une comparaison entre le Soleil, une sous-naine brune et Jupiter. Tandis que la sous-naine brune vieillit, elle se refroidit et se contracte.

Une sous-naine brune est, de façon générale, un objet analogue à une naine brune mais dont la masse est inférieure à la masse minimale pour la fusion du deutérium (environ 13 fois la masse de Jupiter). Comme pour les naines brunes, la définition exacte des sous-naines brunes varie cependant selon les auteurs.

## Définition de travail de l'UAI
Selon la définition de travail générale des planètes (c'est-à-dire non limitée au système solaire, mais incluant aussi les exoplanètes) formulée par l'Union astronomique internationale en 2001 et révisée en 2003, « les objets flottant librement dans de jeunes amas stellaires avec des masses en deçà de la masse limite permettant la fusion thermonucléaire du deutérium ne sont pas des « planètes », mais sont des « sous-naines brunes » (ou quelque nom qui soit plus approprié) ». Autrement dit, en dehors de la masse, le critère déterminant est la situation dynamique de l'objet : il doit ne pas être en orbite autour d'un objet de type stellaire (étoile, naine brune ou rémanent stellaire). Selon cette définition, une sous-naine brune est donc ce que d'autres auteurs appellent du nom purement descriptif d'objet libre de masse planétaire. Cette définition n'a pas de critère lié au mode de formation de l'objet.

## Exemple
En décembre 2023 est annoncée la découverte de la sous-naine brune la moins massive détectée à cette date. L'objet, repéré dans l'amas stellaire IC 348, aurait une masse de seulement trois à quatre fois celle de Jupiter,.

## Autre définition
Une autre définition, qui utilise comme critère la façon dont l'objet se forme, est utilisé par d'autres auteurs. Selon cette définition, une sous-naine brune est un objet formé comme une étoile, c'est-à-dire par effondrement d'une nébuleuse, et dont la masse est inférieure au point de fusion du deutérium (environ 13 MJ). Cette définition n'inclut donc pas, pour sa part, de critère lié à la situation dynamique de l'objet : autrement dit, il n'est pas nécessaire que l'objet ne soit pas en orbite autour d'une étoile, d'une naine brune ou d'un rémanent stellaire.